# Giovanni Domenico Tiepolo
Giovanni Domenico (Giandomenico) Tiepolo (* Zianigo pored Mirana okolica Venecije, 30. kolovoza 1727. -† Venecija, 3. ožujka 1804. ) bio je venecijanski rokoko slikar i grafičar, sin puno poznatijeg oca Giovannija Battiste Tiepola.

## Životopis
Giandomenico je rođen i odrastao u pravoj slikarskoj obitelji, ne samo da mu je otac bio poznati slikar Giovanni Battista Tiepolo, koji se do bogatsva i plemićkog naslova uzdigao radom, već je i preko majke - Marije Cecilije Guardi, imao slavne rođake slikare. Ona je bila sestra od slavnog Francesco Guardija i slabije poznatog Gianantonija Guardija. I njegov mlađi brat mlađi brat Lorenzo bio je cijenjeni slikar.
Giandomenico se već s 13 godina uključio u rad slikarske bottege svoga oca, a s 19 je dobio narudžbu za oslikavanje oratorija u crkvi San Polo, prizorima Isusovog križnog puta.  Tih 14 slika je između 1748. i 1749. izveo kao bakropise. 1748. naslikao je Ozdravljenje opsjednutog za crkvu San Francesco di Paola u Veneciji.
Od proljeća 1750. do 1753. radi s ocem na oslikavanju dvorca würzburgškog kneza biskupa Karla Filipa Greiffenklaua u Bavarskoj.  Otac je Giandomenicu dao slobodu da samostalno izvede freske; Justinijan zakonodavac, Konstantin branitelj vjere i Ambrozije odbija cara Teodozija. Za kneza je izveo grafičku mapu od 24 ilustracije na temu Bijega u Egipat.
Po povratku u Veneciju radi u radionici Pietra Longhija i ujaka Francesca Guardija između 1753. – 1754. naslikao je Scenu karnevala (Menuet), a po skicama oca izveo je freske u prezbiteriju crkve Santi Giovita e Faustino u Bresci.
Zajedno s ocem izveo je freske u Vili Valmarana (Vicenza) 1757. godine. On se osobno specijalizirao za slikanje pozadinskih prizora (šuma i polja) koje je slikao novim modernim načinom koji je donijelo prosvjetiteljstvo - brzim potezima kistom, bez puno detalja, što je bio dotadašnji manir.
Od 1759. počeo je oslikavati obiteljnz vilu u Zianigu pored Mirana, to je nakratko prekinuo zbog odlaska u Udine, gdje je oslikao oratorij crkve della Purità. Ponovno zajedno s ocem 1761., oslikava Vilu Pisani u mjestu Stra, pored Venecije.
Zajedno s ocem i bratom odlazi u Madrid 1762. na poziv španjolskog kralja Karla III, da oslika veliku stropnu fresku Slava Španjolske za prijestolnu dvoranu kraljevske palače u Madridu., i scene Križnog puta u crkvi San Filippo Neri.  Nakon smrti svoga oca 1770., Giandomenico se vraća u Veneciju, ostavljajući brata Lorenza u Madridu.
Od 1772. radi kao profesor na venecijanskoj Umjetničkoj Akademiji, a od 1783. je i predsjednik Akademije.
Posljednja veća narudžba koju je izveo bila je oslikavanje freskama Palazzo Contarini u Veneciji 1789. u maniri svog oca.
Posljednje godine života, od 1791. posvetio je dovršetku ciklusa fresaka u obiteljskoj vili u Zianigu. One su danas izložene u palači Ca 'Rezzonico u Veneciji, nakon što su gotovo propale 1906. Tih posljednjih godina nacrtao je seriju ilustracija za djecu (Divertimento per li ragazzi carte n.104) s Pulcinellom iz Commedie dell'arte, ismijavajući pomalo venecijansko društvo svoga doba. Giandomenico Tiepolo je umro u Veneciji 3. ožujka 1804.

## Djela
Od njegova velika opusa vrijedi istaći;

### Freske za obiteljsku vilu u Zianigu
Njegov otac Giovanni Battista Tiepolo kupio je 24. prosinca 1757. u Zianigu, predgrađu Mirana (šira okolica Venecije) obiteljsku vilu. Giandomenico je između 1759. i 1797., naslikao čitav niz vrlo interesantnih fresaka da ukrasi vilu, iz tog ciklusa najbolje su;
- Novi svijet (Il mondo nuovo);
- Šetnja (la passeggiata);
- Manuet (Pulcinella i akrobati)

### FreskaZasluge i slava
Tu fresku naslikao je za za palaču Caragiani u Veneciji krajem 18. stoljeća, ona se danas nalazi u vili Bianchini di Zianigo u Miranu.

## Galerija slika
- Odmor seljaka, freska iz kuće za goste, Vila Valmarana, 1757.
- Frulaš iz tršćanskog muzeja Sartorio, 1770.
- Abraham i tri anđela 1773/74
- Pulcinella i akrobati (likovi iz Commedia dell'arte) 1790.

## Vanjske poveznice
- Giandomenico Tiepolo a Vicenza (tal.)
- Giovanni Domenico Tiepolo s portala Encyclopædia Britannica (engl.)
- Giandomenico Tiepolo na portalu Enciclopedia Treccani (tal.)